# Wolfgang Born (Kunsthistoriker)
Wolfgang Born (geboren 2. Oktober 1893 in Breslau; gestorben 15. Juni 1949 in New York City) war ein deutschamerikanischer Kunsthistoriker.

## Leben
Wolfgang Born war ein Sohn des Mediziners Gustav Born und der Bertha Lipstein. Born hatte zwei Geschwister aus der ersten Ehe seines Vaters, den Physiker Max Born (1882–1970) und Käthe (geboren 1883). Born wurde 1914 Soldat im Ersten Weltkrieg in einem Sanitätskorps. Er studierte von 1919 bis 1923 Bildende Kunst in München und Paris und ließ sich 1923 in Wien nieder. Zwischen 1928 und 1931 studierte er Kunstgeschichte in München und Wien und wurde bei Josef Strzygowski und Oswald Menghin mit der Dissertation „Das Tiergeflecht in der nordrussischen Buchmalerei“ promoviert.

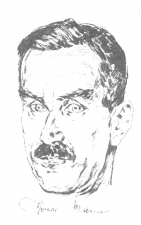
Thomas Mann (1928)

1921 schuf er die Illustrationen für eine Ausgabe von Thomas Manns Novelle Tod in Venedig und stattete Ausgaben von Giambattista Basiles Pentamerone und Albert Wesselskis Dante-Novellen aus. Er arbeitete als Dozent an der Wiener Volkshochschule, organisierte Ausstellungen und schrieb Beiträge für die
Zeitung Neues Wiener Journal und Zeitschriften wie Die graphischen Künste, Reclams Universum, Deutsche Kunst und Dekoration, Der Kunstwanderer, Innendekoration, Belvedere, Die Kunst für alle und die Werkzeitschrift CIBA-Rundschau in der Schweiz. Nach der Machtübergabe an die Nationalsozialisten 1933 verlor er die Aufträge für die Zeitschriften aus dem Deutschen Reich, da diese sich aus rassistischen Gründen von ihren jüdischen Autoren trennten.
Mitte der Dreißiger sind seine erste Frau Susanne und Tochter Renate (1919–2012) von Breslau nach UK ausgewandert.
Born emigrierte 1937 in die USA und fand eine Stelle als Lehrer für Kunst und Kunstgeschichte am Maryville College in St. Louis. 1944/45 war er Lecturer für Kunstgeschichte am Queens College New York, zwischen 1945 und 1948 Professor für Kunstgeschichte an der Louisiana State University, 1948 am Hunter College und 1949 am City College New York.

Der Tod in Venedig
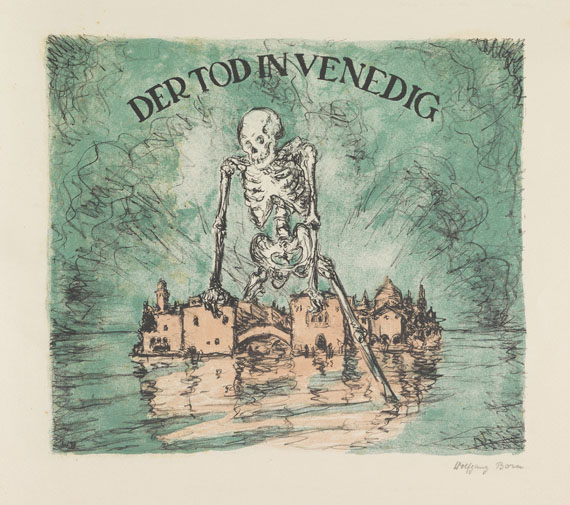
Umschlag
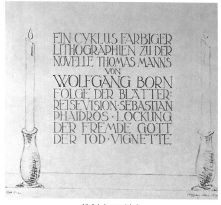
Inhalt
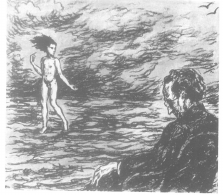
Der Tod
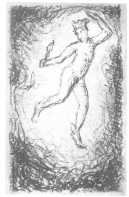

## Schriften (Auswahl)
- Der Tod in Venedig: neun farbige Lithographien zu Thomas Manns Novelle. München: D.u.R. Bischoff, 1921
- Das Tiergeflecht in der nordrussischen Buchmalerei. Prag: Institut Kondakov, 1933 (Teilabdruck)
- Still life painting in America. New York, 1947
- American landscape painting. An interpretation. New Haven, 1948
- Dirk Heißerer (Hrsg.): Wolfgang Born. »Wo Sie sind, ist Deutschland!«: Briefwechsel mit Thomas Mann. Texte. Bilder. Bibliographie. Würzburg: Königshausen u. Neumann, 2019 ISBN 978-3-8260-6185-1 (angekündigt)